# Caria trochilus
Caria trochilus är en fjärilsart som beskrevs av Wilhelm Ferdinand Erichson 1848. Caria trochilus ingår i släktet Caria och familjen Riodinidae. Inga underarter finns listade i Catalogue of Life.